# Bhikhu Parekh
Bhikhu Chotalal Parekh (født 4. januar 1935) er en politisk filosof.
Han er p.t. engageret på Center for Studiet af Global Forvaltning, London School of Economics. Derudover er han professor emeritus i politisk teori på University of Hull. 
Lord Parekh har også besøgsbaserede ansættelser på følgende universiteter: Britisk Columbia Universitet, Concordia Universitet, McGill Universitet, Harvard Universitet, Pompeau Febra Universitet, Pennsylvanias Universitet og Instituttet for Advancerede Studier i Wien. Mellem 1981 og 1984 var han vicerektor på Baroda Universitet i Indien. 

## Opvækst
Parekh var født landsbyen Amalsad i den indiske provins Gujarat. Hans far var guldsmed. Opfordret af hans skoleleder blev han optaget på Bombay Universitet som femtenårig. Efter en karriere i Indien flyttede han til England.

## Filosofi
Bhikhu Parekh er multikulturalist. Han forfægter en pluralistisk samfundsfilosofi, der fokuserer på at tage hensyn til andre kulturelle fællesskaber indenfor et samfund end bare den dominerende. Han angriber liberalismen for at ignorere, at den selv er del af en kultur (den vestlige), selvom han anerkender, at den historisk set har været dén af de store ideologier, som har været mest imødekommende overfor kulturelle minoriteter – selvom han ikke mener at dette siger meget.